# Матч СРСР — США — Канада з легкої атлетики в приміщенні 1977
Матч СРСР — США — Канада з легкої атлетики в приміщенні 1977 був проведений 3-4 березня у Торонто.
Змагання проходили під дахом «Мейпл Ліф Гарденс» на круговому дерев'яному треку довжиною 160 ярдів (~146 метрів), крім змагань чоловіків у метанні ваги, які були проведені на метальному секторі просто неба.

## Результати

### Чоловіки
| Місце | Атлет             | Результат |
| ----- | ----------------- | --------- |
| 1     | Стів Ріддік       | 5,2       |
| 2     | Микола Колесников | 5,2       |
| 3     | Олександр Аксинін | 5,3       |
| 4     | Майк Мак-Фарленд  | 5,3       |
| 5     | Марвін Неш        | 5,4       |
| 5     | Г'ю Спунер        | 5,4       |

| Місце | Атлет              | Результат |
| ----- | ------------------ | --------- |
| 1     | Кевін Прайс        | 48,8      |
| 2     | Стен Вінсон        | 48,9      |
| 3     | Браян Сондерс      | 49,5      |
| 4     | Володимир Євстюнін | 50,5      |
| 5     | Володимир Смородін | 51,3      |
| —     | Вік Ремпл          | DNF       |

| Місце | Атлет              | Результат |
| ----- | ------------------ | --------- |
| 1     | Джим де Рієнцо     | 1.52,0    |
| 2     | Ренді Макалоські   | 1.52,9    |
| 3     | Том Гріффін        | 1.53,5    |
| 4     | Реджі Кларк        | 1.53,8    |
| 5     | Віктор Солонецький | 1.53,9    |
| 6     | Анатолій Решетняк  | 1.54,2    |

| Місце | Атлет             | Результат |
| ----- | ----------------- | --------- |
| 1     | Пол Каммінгс      | 4.04,1    |
| 2     | Джо Дубіна        | 4.06,0    |
| 3     | Джо Сакс          | 4.06,2    |
| 4     | Джеррі Боума      | 4.06,8    |
| 5     | Борис Кузнецов    | 4.06,8    |
| 6     | Сергій Сафроненко | 4.25,2    |

| Місце | Команда            | Результат   |
| ----- | ------------------ | ----------- |
| 1     | Гаррі Бйорклунд    | 13.07,8     |
| 2     | Іван Парлуй        | 13.08,2 NIB |
| 3     | Олександр Федоткін | 13.16,2     |
| 4     | Баррі Браун        | 13.46,2     |
| 5     | Ден Шонессі        | 13.57,6     |
| 6     | Зафар Ахмед        | 14.35,0     |

| Місце | Команда             | Результат |
| ----- | ------------------- | --------- |
| 1     | Ларрі Шипп          | 5,9       |
| 2     | В'ячеслав Кулебякін | 6,0       |
| 3     | Чарльз Фостер       | 6,0       |
| 4     | Пат Фогарті         | 6,0       |
| 5     | Гарольд Гретцингер  | 6,1       |
| 6     | Едуард Переверзєв   | 6,3       |

| Місце | Команда                                              | Результат |
| ----- | ---------------------------------------------------- | --------- |
| 1     | СШАСтен Вінсон Стів Ріддік Роберт Тейлор Кевін Прайс | 3.02,2    |
| 2     | Канада                                               | 3.04,1    |
| 3     | СРСР                                                 | 3.04,3    |

| Місце | Команда          | Результат   |
| ----- | ---------------- | ----------- |
| 1     | Анатолій Соломін | 18.44,3 WIB |
| 2     | Петро Починчук   | 18.48,4     |
| 3     | Тодд Скаллі      | 19.40,0 NIB |
| 4     | Ніл Пайк         | 21.04,6     |
| 5     | П'єр Леблан      | 21.31,6     |

| Місце | Команда        | Результат |
| ----- | -------------- | --------- |
| 1     | Робер Форже    | 2,26 NIR  |
| 2     | Володимир Киба | 2,21      |
| 3     | Сергій Сенюков | 2,18      |
| 4     | Клод Феррань   | 2,15      |
| 5     | Юджин Вайт     | 2,10      |
| —     | Пол Андервуд   | NM        |

| Місце | Атлет              | Результат |
| ----- | ------------------ | --------- |
| 1     | Ерл Белл           | 5,40      |
| 2     | Ларрі Джессі       | 5,20      |
| 3     | Сергій Кривозуб    | 5,00      |
| 4     | Гарольд Гієр       | 4,80      |
| 5     | Браян Мак-Інерні   | 4,61      |
| —     | Олександр Гребенюк | NM        |

| Місце | Атлет              | Результат |
| ----- | ------------------ | --------- |
| 1     | Томмі Гейнс        | 7,98      |
| 2     | Джим Мак-Ендрю     | 7,65      |
| 3     | Стів Кобб          | 7,61      |
| 4     | Джим Б'юкенен      | 7,61      |
| 5     | Володимир Цепельов | 7,53      |
| 6     | Валерій Коломієць  | 7,28      |

| Місце | Атлет               | Результат |
| ----- | ------------------- | --------- |
| 1     | Томмі Гейнс         | 16,84     |
| 2     | Анатолій Піскулін   | 16,78     |
| 3     | Мілан Тіфф          | 16,60     |
| 4     | Володимир Бригадний | 16,37     |
| 5     | Майкл Ніпінак       | 15,70 NIR |
| 6     | Девід Ватт          | 14,77     |

| Місце | Атлет                | Результат |
| ----- | -------------------- | --------- |
| 1     | Террі Олбріттон      | 20,58     |
| 2     | Анатолій Ярош        | 20,49     |
| 3     | Ел Феєрбах           | 20,12     |
| 4     | Олександр Баришников | 19,39     |
| 5     | Бішоп Долегевич      | 19,25     |
| 6     | Бруно Паулетто       | 16,87     |

| Місце | Атлет              | Результат |
| ----- | ------------------ | --------- |
| 1     | Юрій Сєдих         | 21,50     |
| 2     | Валентин Дмитренко | 21,38     |
| 3     | Джордж Френн       | 20,67     |
| 4     | Мюррей Кітінг      | 20,46     |
| 5     | Бішоп Долегевич    | 20,10     |
| 6     | Ел Джексон         | 19,05     |

| Місце | Атлет              | Результат |
| ----- | ------------------ | --------- |
| 1     | Микола Авілов      | 4190      |
| 2     | Ел Гамлін          | 4160      |
| 3     | Олександр Гребенюк | 4074      |
| 4     | Фред Діксон        | 4026      |
| 5     | Джон Гембл         | 3698      |
| 6     | Зенон Смєховські   | 3675      |

### Жінки
| Місце | Атлетка             | Результат |
| ----- | ------------------- | --------- |
| 1     | Джанетт Болден      | 5,8       |
| 2     | Ронда Брейді        | 5,8       |
| 3     | Марджорі Бейлі      | 5,9       |
| 4     | Людмила Кондратьєва | 5,9       |
| 5     | Тетяна Пророченко   | 6,0       |
| 6     | Марго Гоу           | 6,1       |

| Місце | Атлетка           | Результат |
| ----- | ----------------- | --------- |
| 1     | Шерон Дебні       | 56,6      |
| 1     | Джойс Якубович    | 56,6      |
| 3     | Тетяна Пророченко | 57,1      |
| 4     | Інта Клімовича    | 57,5      |
| 5     | Йоланда Річ       | 58,0      |
| 6     | Мардж Страйд      | 58,1      |

| Місце | Атлетка            | Результат |
| ----- | ------------------ | --------- |
| 1     | Робін Кемпбелл     | 1.21,0    |
| 2     | Енн Макі-Мореллі   | 1.21,6    |
| 3     | Тетяна Провідохіна | 1.22,3    |
| 4     | Йоганна Форман     | 1.22,9    |
| 5     | Любов Іванова      | 1.23,6    |
| 6     | Кім Джеффрі        | 1.24,9    |

| Місце | Атлетка            | Результат |
| ----- | ------------------ | --------- |
| 1     | Венді Кнудсон      | 2.06,3    |
| 2     | Сінді Пуер         | 2.06,7    |
| 3     | Франсін Гендрон    | 2.09,0    |
| 4     | Любов Іванова      | 2.09,1    |
| 5     | Тетяна Провідохіна | 2.09,6    |
| 6     | Морін Кроулі       | 2.12,8    |

| Місце | Атлетка            | Результат |
| ----- | ------------------ | --------- |
| 1     | Франсі Лутц        | 4.36,0    |
| 2     | Джулі Браун        | 4.41,1    |
| 3     | Гіана Романова     | 4.44,6    |
| 4     | Тетяна Провідохіна | 4.43,2    |
| 5     | Деббі Скотт        | 4.50,6    |
| 6     | Морін Кроулі       | 4.51,2    |

| Місце | Атлетка        | Результат |
| ----- | -------------- | --------- |
| 1     | Франсі Лутц    | 9.59,6    |
| 2     | Гіана Романова | 10.02,1   |
| 3     | Керол Кук      | 10.09,0   |
| 4     | Тельма Райт    | 10.14,8   |
| п/к   | Джулі Браун    | 10.16,4   |
| 5     | Любов Іванова  | 10.23,4   |
| 6     | Донна Валайтіс | 10.27,8   |

| Місце | Атлетка          | Результат |
| ----- | ---------------- | --------- |
| 1     | Джейн Фредерік   | 6,3 NIB   |
| 2     | Деббі Лаплант    | 6,4       |
| 3     | Даян Джонс       | 6,6       |
| 4     | Ніна Моргуліна   | 6,6       |
| 5     | Тетяна Анісімова | 6,6       |
| 6     | Джейн Мак-Леод   | 6,8       |

| Місце | Команда | Результат |
| ----- | ------- | --------- |
| —     | СРСР    |           |
| —     | США     |           |
| —     | Канада  |           |

| Місце | Атлетка             | Результат |
| ----- | ------------------- | --------- |
| 1     | Деббі Брілл         | 1,86      |
| 2     | Джоні Гантлі        | 1,86      |
| 3     | Лариса Кузіленкова  | 1,80      |
| 4     | Бріджітт Біттнер    | 1,70      |
| 4     | Ольга Рукавишнікова | 1,70      |
| —     | Пем Спенсер         | NH        |

| Місце | Атлетка           | Результат |
| ----- | ----------------- | --------- |
| 1     | Даян Джонс        | 6,33      |
| 2     | Катерина Смирнова | 6,25      |
| 3     | Галина Гопченко   | 6,19      |
| 4     | Джоді Андерсон    | 6,18      |
| 5     | Даян Куммер       | 6,17      |
| 6     | Керол Елліотт     | 5,69      |

| Місце | Атлетка         | Результат |
| ----- | --------------- | --------- |
| 1     | Надія Чижова    | 19,04     |
| 2     | Наталія Носенко | 17,63     |
| 3     | Марен Зайдлер   | 15,93     |
| 4     | Даян Джонс      | 15,68     |
| 5     | Джейн Гейст     | 15,07     |
| 6     | Венді Кнудсон   | 7,34      |

| Місце | Атлетка           | Результат |
| ----- | ----------------- | --------- |
| 1     | Джейн Фредерік    | 2887      |
| 2     | Катерина Смирнова | 2805      |
| 3     | Людмила Поповська | 2619      |
| 4     | Дана Коллінс      | 2600      |
| 5     | Джоан Джонс       | 2396      |
| 6     | Ліз Мак-Блейн     | 2074      |

## Командний залік
|                 | СРСР | США |
| --------------- | ---- | --- |
| Чоловіки        | 69   | 90  |
| Жінки           | 51   | 69  |
| Загальний залік | 120  | 159 |

|                 | СРСР | Канада |
| --------------- | ---- | ------ |
| Чоловіки        | 88   | 77     |
| Жінки           | 65,5 | 55,5   |
| Загальний залік | 153  | 125    |

|                 | США | Канада |
| --------------- | --- | ------ |
| Чоловіки        | 106 | 52     |
| Жінки           | 75  | 45     |
| Загальний залік | 181 | 97     |